# Andrea Leroy
Andrea Leroy is een personage uit de Vlaamse ziekenhuisserie Spoed dat werd gespeeld door Veerle Dobbelaere. Ze was een vast personage van 2007 tot 2008.

## Personage
Bij de start van seizoen 11 neemt een vreemde vrouw haar intrek in het kantoor van Luc Gijsbrecht. Andrea Leroy blijkt hem op te volgen als diensthoofd van de spoedafdeling.
Leroy is een harde tante, maar een uitstekende arts. Ze probeert een perfecte scheiding te maken tussen haar werk en haar privéleven, maar met een puberende zoon is dit niet makkelijk. Haar eerste acties als diensthoofd maken haar ook niet echt geliefd bij de collega's. Ze moet van de directie immers hervormingen doorvoeren, waardoor er dus ontslagen vallen. Onder de slachtoffers ambulancier Karel Staelens, wiens diensten worden vervangen door een externe firma.
Daarnaast wordt het personeelstekort opgevangen door drie stagiair-dokters (Evi Cauberghs, Jana Stevens en Pieter Bouten), omdat dit goedkoper is. De beste stagiair zal uiteindelijk een vaste baan op de spoedafdeling krijgen. Daarmee laat Andrea een genadeloze concurrentiestrijd losbarsten tussen de drie, die ondanks alles toch goede vrienden zijn.
Een andere wijziging die ze doorvoert is dat baliebediende Bea ondanks haar zwakke rug weer tot verpleegster gepromoveerd wordt omdat ze in die job haar ware talenten kan uiten en wederom omdat het goedkoper is. Lisa Deprez moet haar vervangen aan de balie.
Andrea wordt helemaal opgeslorpt door haar werk en heeft daardoor minder tijd voor haar zoon Jochem. Als hij een ongeval krijgt en daardoor verlamd raakt aan zijn linkerbeen, eist haar ex-man Walter het hoederecht. Hij daagt haar voor de rechter en krijgt zijn zin. Ze krijgt het daar erg moeilijk mee en stort later haar hart uit bij dokter Filip Driessen. De emoties lopen daarbij erg hoog op en ze laat zich erdoor meeslepen. Ze probeert Filip te kussen en biedt later haar excuses aan.

## Familie
- Jochem Govaert (zoon met Walter)
- Walter Govaert (ex-echtgenoot)